# Seritinga
Seritinga este un oraș în Minas Gerais (MG), Brazilia.